# Vegetació dels Països Catalans

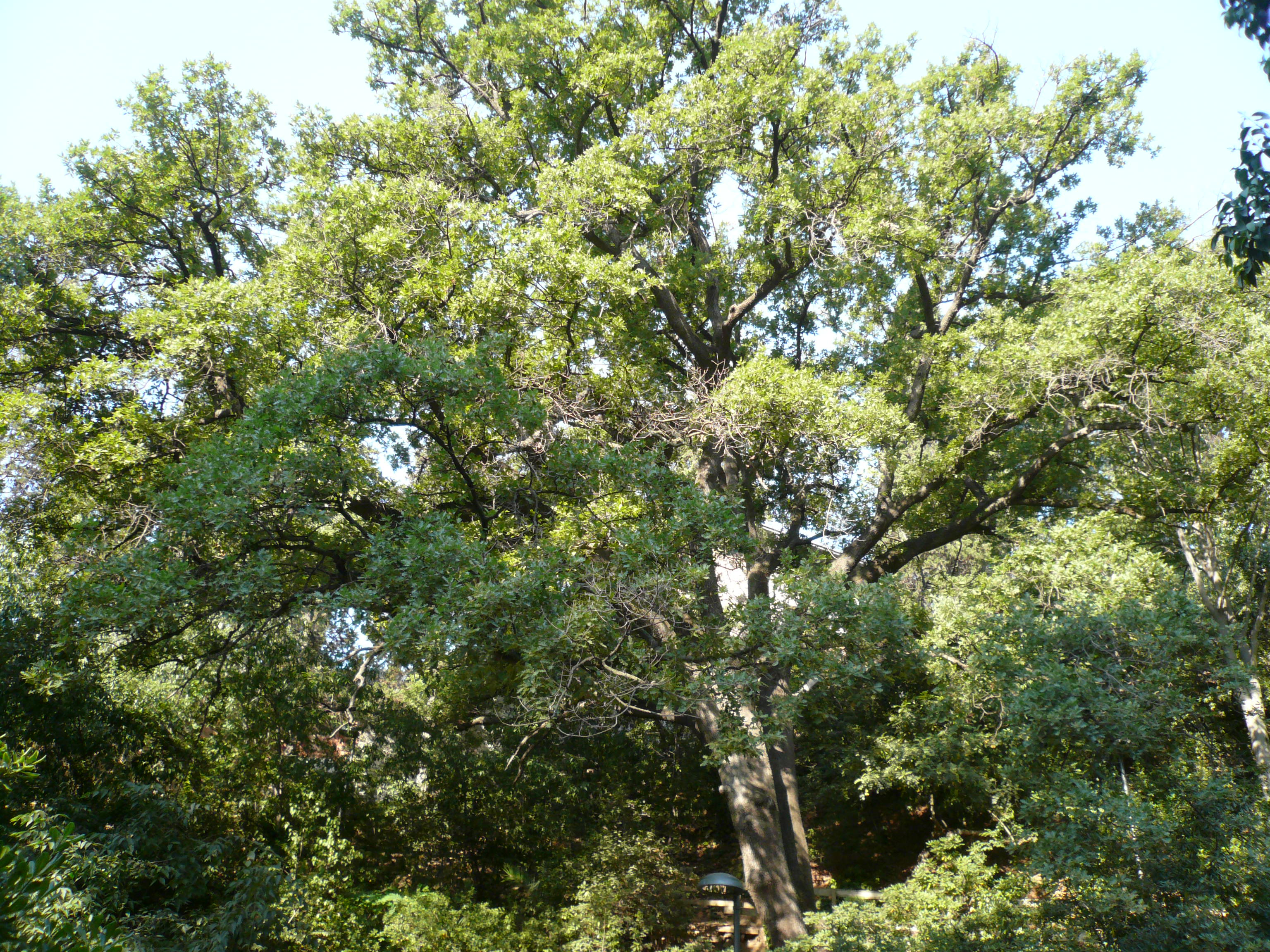
Roureda a la Font del Racó (Barcelona)

La vegetació dels Països Catalans comprèn la cobertura vegetal, tant l'espontània com la conreada, d'aquest territori que ocupa una superfície d'uns 70.000 km². Hi domina el clima mediterrani amb més o menys continentalització i localment els climes de muntanya. Actualment la vegetació basada en la flora mediterrània constitueix l'element autòcton principal en una gran part del territori. Respecte a la vegetació conreada, hi ha un cert equilibri entre les espècies herbàcies i les llenyoses.

## Fisiografia
Als Països Catalans es troben aquests territoris, relacionats segons la seva vegetació:

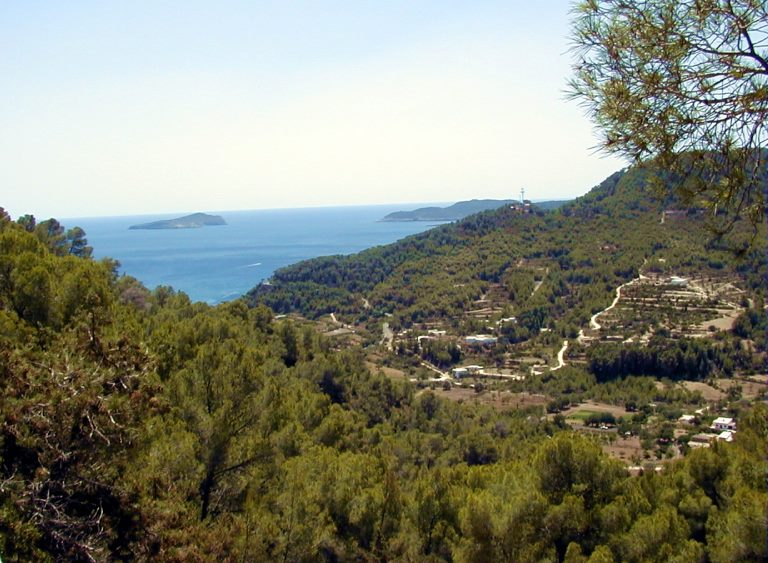
Eivissa, Pineda a la Cala Sant Vicenç

- Pirineus: La major part en la cara sud, essent excepcions, situats en la cara nord, la Vall d'Aran, la Solana d'Andorra i una part del Capcir.
- Prepirineus septentrionals, segment oriental (el límit és la Serra de les Corberes)
- Zona axial (les altituds màximes dels Pirineus)
- Prepirineus meridionals: Amb valls i serralades calcàries, de vegades càrstiques.
- Territori del Rosselló: Entre les Corberes i les Gavarres (no correspon estrictament amb el territori administratiu del Rosselló).
- Territori del Sistema Transversal: aproximadament centrada en la Garrotxa.
- Territori de les serres costaneres catalanes: amb una subdivisió en: segment septentrional (fins al Montseny), segment central (del Montseny al Priorat) i segment meridional (de l'Ebre a la Plana Alta i l'Alcalatén).
- Territori auso-segàrric: aproximadament en l'altiplà central
- Territori sicòric: de la Segarra al Segrià, aproximadament
- Territori Serrànic: part centrooccidental del País Valencià.
- Territori mediovalentí: del riu Millars al Xúquer.
- Territori diànic: de La Font de la Figuera a Elda, aproximadament
- Territori lucèntic: d'Alacant i Elda cap al sud.
- Les Illes Balears: Territori pitiúsic (Eivissa i Formentera), territori mallorquí i territori menorquí.

## Sòls
Els sòls determinen en moltes espècies vegetals la possibilitat de viure-hi. La textura, l'estructura o el grau d'humitat són factors limitants o al contrari imprescindibles. Els terrenys amb guix acostumen a presentar una flora específica. En particular la reacció química d'acidesa o alcalinitat es comporta com una barrera impossible de franquejar per les plantes, ja que tal acidesa o alcalinitat és una característica pràcticament permanent del sòls. Les plantes es classifiquen en acidòfiles (també anomenades calcífugues)que no suporten l'excés de calci i calcícoles. També n'hi ha d'indiferents edàfiques.
Els substracts silicis, que resulten més o menys àcids, predominen a la Zona Axial dels Pirineus i entre el Gironès i el Baix Empordà d'una banda i el Baix Llobregat de l'altra. Clapes més petites amb terrenys de reacció àcida apareixen escampades, per exemple el massís de Penyagolosa al País Valencià i a la part septentrional de Menorca.
En la immensa majoria del territori hi predominen els sòls amb abundant carbonat de calç i, per tant, de reacció més o menys alcalina.
Els materials argilosos i margosos són els que predominen a la major part dels Països Catalans.

## Zones de vegetació

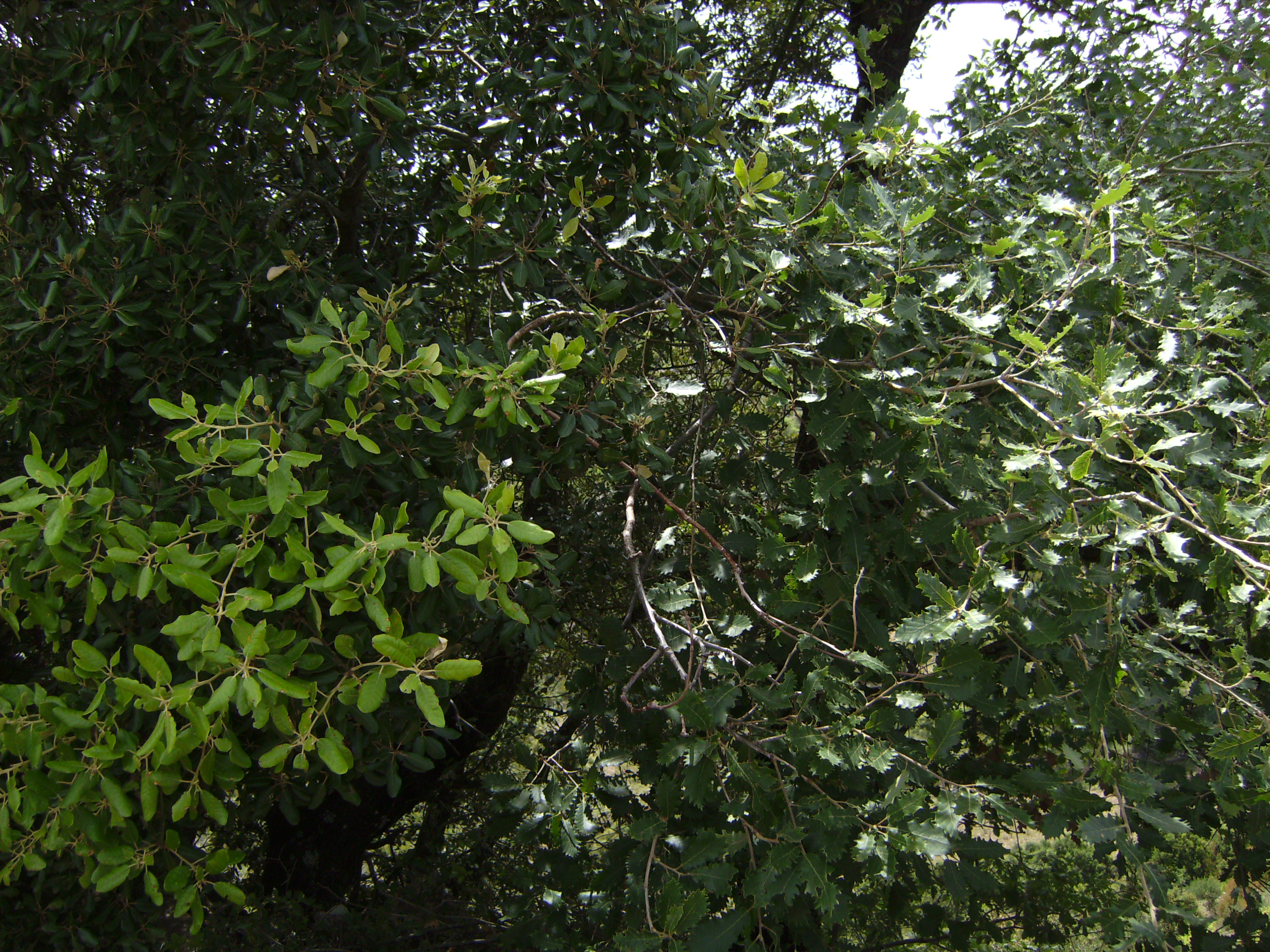
A la natura hi pot haver un ensolapament dels tipus de vegetació, per exemple una alzina (a l'esquerra) i un roure martinenc que creixen junts a Castelltallat

S'entén com a clímax o comunitat climàcica la vegetació que correspon a un lloc que no ha patit una pertorbació, que és una altra manera de referir-se a la vegetació natural estable o a la vegetació potencial que es podria desenvolupar sobre un determinat terreny. En canvi la vegetació actual està composta d'aquesta vegetació climàcica, les seves fases de degradació i la vegetació conreada.
La totalitat dels Països Catalans presenten una vegetació que es troba íntegrament dins el regne fitogeogràfic holàrtic i dins la seva part paleàrtica.
- Regió boreo-alpina: Als Països Catalans es presenta només a l'alta muntanya en general a partir dels 1.600 metres d'altitud. S'hi distingeixen els estatges següents:
  - Estatge nival amb neus permanents i on només hi ha plantes vasculars en llocs rocosos
  - Estatge alpí: amb prats naturals situats entre 2.300 i 3.000 metres amb de dos tipus que sona el tipus de prat alpí amb càrex corbat (Carex curvula) i el tipus amb Festuca supina.
  - Estatge subalpí: Situat immediatament per sota de l'estatge dels prats alpins. Comprèn dos dominis, associacions o comunitats vegetals: Saxifrago-Rhododendretum,és a dir bosc de pi negre amb neret i avetoses de l'associació Goodyero-Abietum.
- Regió euro-siberiana:es fa a la muntanya mitjana plujosa comprèn una zona contínua que va de l'Escandinàvia meridional a les muntanyes plujoses dels Països Catalans i dins d'aquests es divideix en dues bandes:
  - Atlàntica europea: amb les tres subdivisions de fageda amb joliu, fageda amb el·lèbor verd i bosc de roure pènol.
  - Submediterrània: La vegetació submediterrani s'estén per les zones elevades de Catalunya fins als Ports de Beseit i s'endinsa en el País Valencià per les muntanyes fins a l'Alcalatén. Els camps de cereals ocupen gran part d'aquesta zona. Presenta les subdivisions de bosc de pi roig, bosc de roure martinenc (degradada sovint a boixedes)), bosc de roure de fulla gran, bosc de roure valencià (amb el domini Violo-Quercetum fagineae).
- Regió mediterrània:És la que ocupa les tres quartes parts del territori, especialment al País Valencià i a les Illes Balears, aquí l'estiu és sempre sec. La regió mediterrània és molt diferent en paisatge i flora a les altres regions detallades. La flora és rica i variada però sovint la vegetació és esclarissada o està degradada. Presenta tres subdivisions:
  - Oromediterrània: Inclou la muntanya mediterrània alta i mitjana de la península Ibèrica i el Magrib; arriba just al País Valencià. Segons altituds i zones edàfiques s'hi desenvolupen matolls de savina de muntanya amb pins, savina turífera o matolls espinosos en els cims (xeroacàntics).
  - Mediterrània septentrional: Correspon als alzinars. Va del nord de Catalunya al Llobregat, ja que més al sud el litoral té més caràcters meridionals. Presenta segons les zones els dominis de:
    - L'alzinar muntanyenc
    - L'alzinar amb marfull també anomenat alzinar típic - presenta abundants arbusts i lianes (i sovint les seves degradacions successives en garrigar, brolla i erms).
    - Alzinar amb ciclamen baleàric en alzinars de Mallorca i Menorca, amb plantes endèmiques.
    - Matollar d'eixorba-rates blanc a les terres altes de la Serra de Tramuntana.
    - Domini del Quercetum rotundifoliae, amb l'alzina carrasca, a les parts més seques de la mediterrània septentrional. Són més pobres en espècies que els alzinars anteriors. Aquest domini ocupa una gran superfície que va des dels Prepirineus centrals a les Muntanyes Diàniques.

  - Mediterrània meridional: Són les terres més poc plujoses dels Països Catalans; pràcticament no hi ha alzines i els substitueixen, en els llocs càlids, un bosc baix de l'associació Oleo-Ceratonion. Hi abunden els erms i els paisatges estèpics o subdesèrtics. L'àrea que ocupa va principalment pel sud del País Valencià, parts de les Balears i atenuadament a Catalunya al sud del Llobregat. Presenta els dominis següents:
    - Màquia de garric i arçot: A l'oest de Lleida, al clímax hi predominen el garric i l'arçot, però actualment hi predominen els conreus, principalment de regadiu
    - Ullastrar provençal: És el clímax a les Illes Medes i petites superfícies més a Catalunya. Presenta l'ullastre i el llentiscle a més d'Eufòrbia dendroides i altres plantes
    - Màquia de garric i margalló: En el litoral que va del Baix Llobregat a la Marina Alta. Presenta el garric i el margalló i altres espècies termòfiles com el baladre, que apareix des del Montsià al sud. Actualment hi abunden els garrofers i les oliveres conreades, els cítrics i els arrossars.
    - Màquia de garrofer i olivella: A la terra baixa de Mallorca el garrofer silvestre sembla espontani. Per degradació s'ha estès el pi blanc amb una varietat pròpia de les Balears i la brolla de romaní amb bruc d'hivern
    - Ullastrar amb arangí bord: A Menorca en la banda on hi bufa més la tramuntana. Són bosquets d'ullastre amb una composició florística peculiar, sovint ha quedat degradat a brolles de romaní.
    - Espinar d'arçot i margalló: De l'Alacantí al Baix Segura el clima és el més àrid dels Països Catalans. El clímax és un espinar clar; l'arçot hi domina però el paisatge és quasi subdesèrtic actualment, amb timoneda i erms.